# Shahrestān di Taft
Lo shahrestān di Taft (farsi شهرستان تفت) è uno degli 11 shahrestān della provincia di Yazd, il capoluogo è Taft. Lo shahrestān è suddiviso in 2 circoscrizioni (bakhsh): 
- Centrale (بخش مرکزی)
- Neyer (Nir) - (بخش نیر), con la città di Nir.

## Note

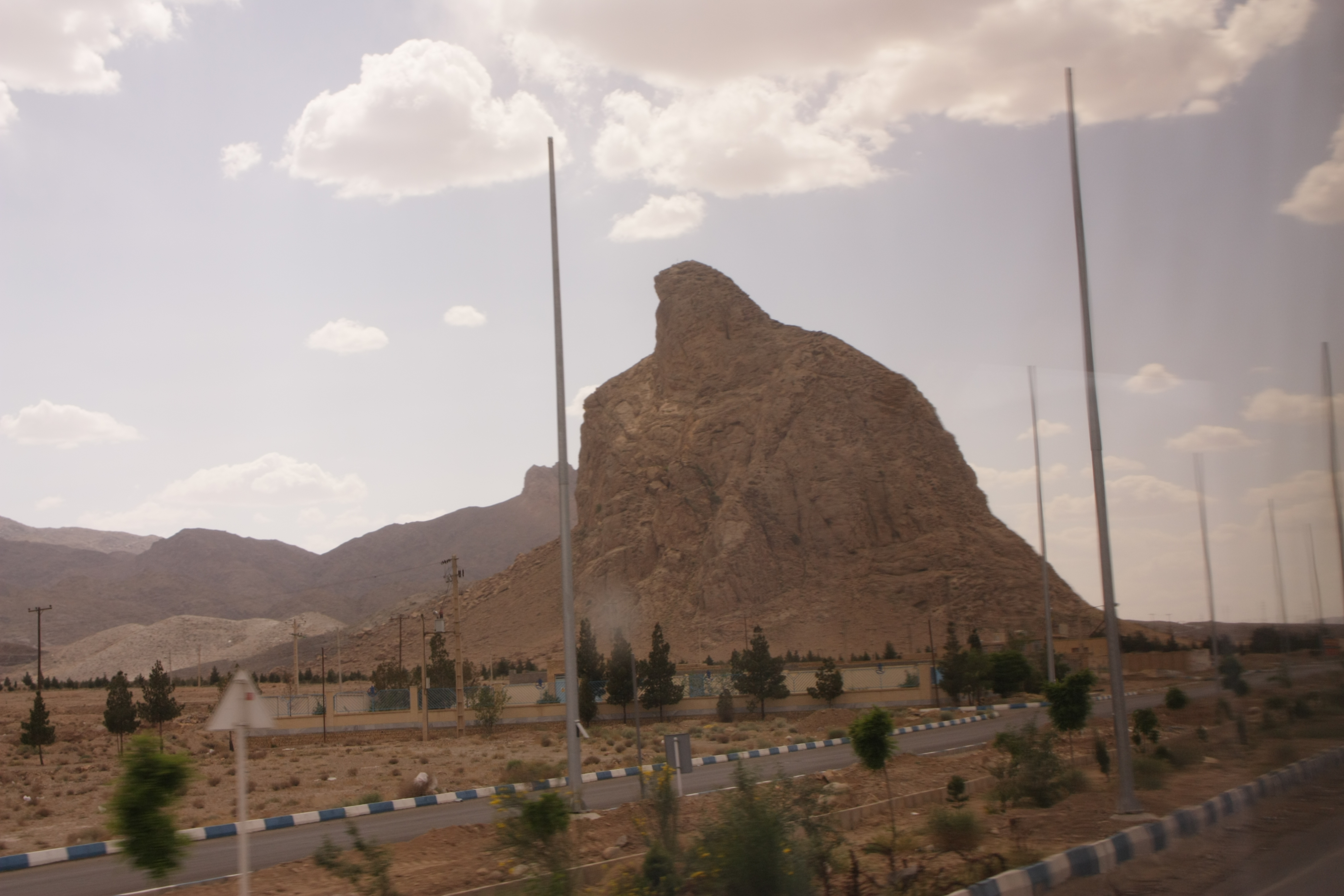
La Montagna dell'Aquila, vicino alla città di Taft